# Galego-português
O termo galego-português é a designação contemporânea para a língua românica falada durante a Idade Média nas regiões de Portugal e da Galiza e o atual sistema linguístico que ocupa toda a faixa ocidental da Península Ibérica, incluindo os diversos dialetos das línguas portuguesa e galega, assim como as variedades próprias das Astúrias, Bierzo, Portelas, de Xálima, das Terras de Alcântara, de Olivença e de Barrancos. Para além destes territórios, as aldeias de Rio de Onor e Guadramil também podem ser incluídas nesta faixa, tendo sido até meados do século XX de fala leonesa.
O idioma galego-português, na época chamado apenas de linguagem, é o idioma ancestral comum às línguas galaico-portuguesas. Destacou-se pela sua utilização como idioma próprio da poesia trovadoresca não só nos reinos onde era nativa (Portugal, Galiza e Leão) mas também em Castela e, pontualmente, noutros locais da Europa.

## História

### Origem
A língua desenvolveu-se no noroeste da Península Ibérica, na chamada Galécia, com o desenvolvimento do latim vulgar falado pelos conquistadores romanos a partir do século II d.C. Crê-se que pelo século VIII, seria já um idioma distinto. Embora, não tivesse um nome oficial.

### Documentos mais antigos em galego-português
Embora os documentos escritos em latim no noroeste da Península Ibérica, como a "Carta de Fundação da Igreja de Lardosa" (882 d.C.), anunciem já formas da língua vulgar falada na região, o galego-português surge apenas entre os anos de 1170 e 1220, aproximadamente, sobretudo em documentos de menor importância com palavras ou frases em romance inseridas num latim de pouca qualidade, com a notável exceção do Testamento de Afonso II, rei de Portugal, frequentemente considerado o mais antigo documento efetivamente escrito no que já se podia considerar uma língua nova, diferente do latim.
Este conjunto de escassos documentos recebe o nome de "Produção Primitiva", cujos principais marcos históricos são os documentos constantes da lista abaixo.
Não foram incluídos na lista documentos de que não existem originais, mas apenas cópias feitas muitas décadas ou séculos depois - como é o caso da Carta de Doação à Igreja de Sozello (ou Souselo), cujo original frequentemente se afirma ter sido escrito em 870 d.C., mas do qual só existe uma cópia feita no século XI; ou o texto lírico "Ora faz host'o senhor de Navarra", reprodução de uma narrativa ora que frequentemente se afirma ser anterior a 1200, embora estudiosos considerem que seu primeiro exemplar escrito seja bastante  posterior a 1215 (posterior, portanto, ao Testamento de dom Afonso II).
| Nome                                     | Datação   | Título | Descrição |
| ---------------------------------------- | --------- | --- | --- |
| "Carta de Fundação da Igreja de Lardosa" | 882 d.C.  | O mais antigo documento original português conservado, escrito em latim | Escrito em latim, em letra visigótica cursiva |
| "Notícia de fiadores"                    | 1175      | Uma única frase escrita no que alguns acham que já se poderia considerar uma língua galego-portuguesa, diferente do latim                                                    | Pequena lista de nomes que termina com uma frase que apresenta sintaxe e morfologia portuguesas: "Istos fiadores atan .v. annos que se partia de isto male que li avem." O resto do documento é maioritariamente latino |
| "Pacto dos irmãos Pais"                  | c. 1175   | Considerado o mais antigo documento galego-português (ver texto aqui) | A data do documento (ca. 1174) é estabelecida pelo facto de o pergaminho ter sido reutilizado no verso para nele plasmar o ato de uma compra venda de 15 de abril de 1175.                                              |
| "Testamento de Afonso II"                | 1214      | O mais antigo documento em galego-português com data conhecida | Frequentemente considerado o primeiro documento escrito em "português" (embora a língua não fosse ainda distinta da galega)                                                                                             |
| "Notícia de torto"                       | 1215-1216 | Um dos mais antigos documentos escritos maioritariamente em galego-português                                                                                                 | Longa narrativa dos agravos que Lourenço Fernandes da Cunha sofreu às mãos de outros senhores |
| "Cessão do mosteiro de Armeses"          | 1222      | Documento em romance em que se produz um cruzamento do modelo escritural galego-português com o castelhano. Em termos estritos, é o documento romance mais antigo da Galiza. | Trata-se de documento pelo qual os mestres das ordens militares de Alcântara e Calatrava cedem o usufruto do (desaparecido) mosteiro de Armeses (Maside, Ourense) à condessa Sancha Fernandes de Trava                  |
| "Foro do bõ burgo de Castro Caldelas"    | 1228      | Foi, erradamente, considerado o mais antigo documento em galego-português escrito na Galiza                                                                                  | Outorgado por Afonso IX em abril de 1228 ao município de Alhariz (Galiza, Espanha). Hoje sabemos que o texto romance é uma tradução da versão original latina produzida no último quartel do séc. XIII.                 |

Os documentos referidos estão conservados no Arquivo Nacional da Torre do Tombo em Lisboa, com excepção do testemunho toledano do testamento régio de 1214, conservado no Arquivo da Sé de Toledo (Espanha), e do "Foro do bom burgo de Castro Caldelas" no Arquivo dos Duques de Alba (também na Espanha). A Cessão do mosteiro de Armeses não se conserva em versão original mas em duas cópias do séc. XVIII.
Além do "Pacto dos irmãos Pais" (anterior a 15 de abril de 1175), e da Notícia de Fiadores, há outros documentos, também notariais, possivelmente também escritos ainda no século XI, como o "Testamento de Elvira Sanches", que o filólogo português Leite de Vasconcelos estimou ter sido escrito em 1193.
Uma análise crítica do panorama completo dos primeiros escritos instrumentais galego-portugueses foi elaborada por José António Souto Cabo.

### Lírica Galaico-Portuguesa

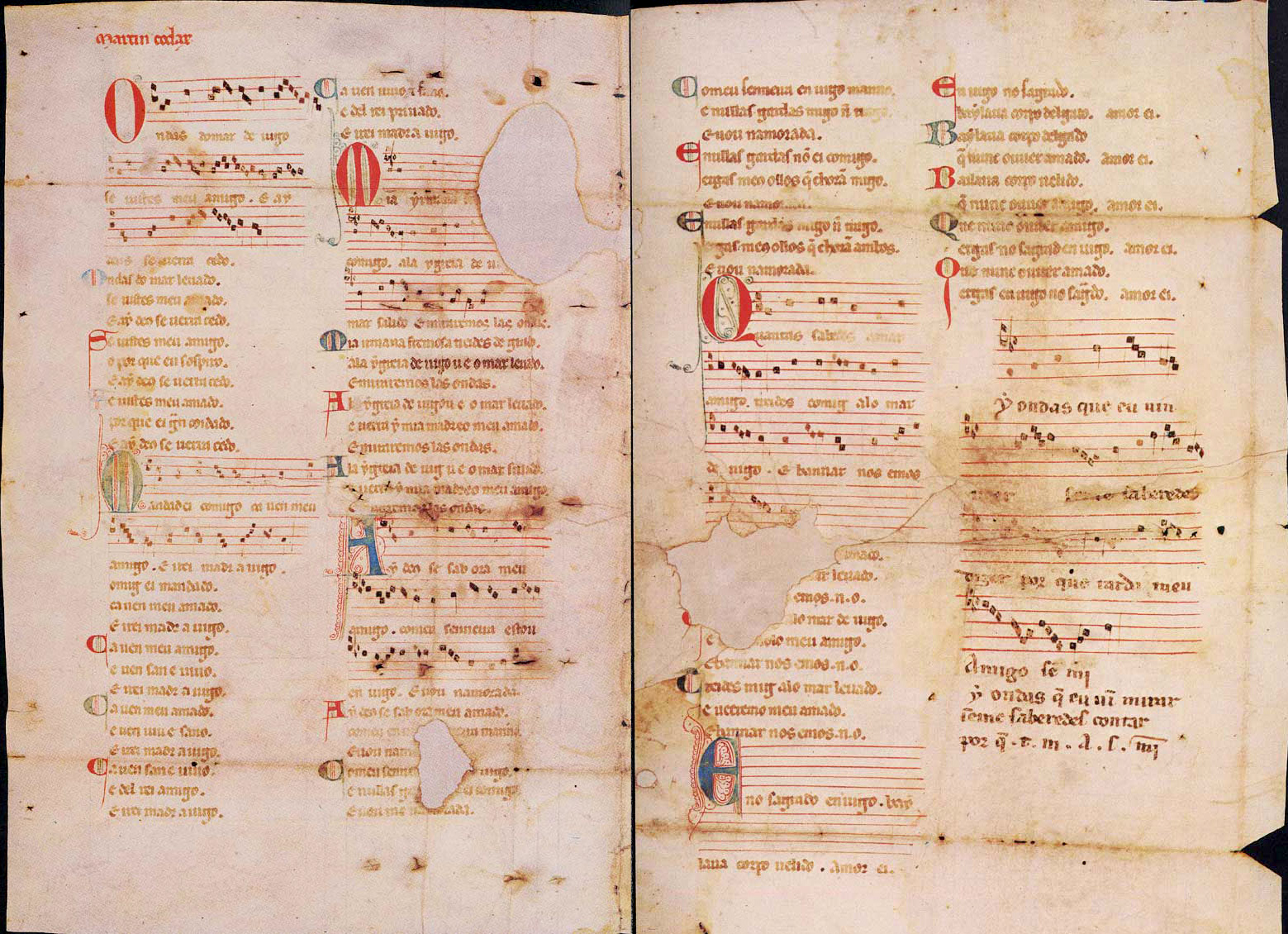
Pergamimho Vindel (Pierpont Morgan Library, New York, Vindel MS M979)

No seu momento, foi língua culta fora dos reinos da Galiza e de Portugal, nos reinos vizinhos de Leão e Castela. Assim, o rei castelhano Afonso X o Sábio escreveu as suas Cantigas de Santa Maria em galego-português. A sua importância foi tal que é considerada a segunda literatura mais importante durante a Idade Média europeia, só perdendo para o occitano.
O documento da lírica galego-portuguesa mais antigo parece ser a cantiga satírica "Ora faz ost'o senhor de Navarra" de João Soares de Paiva, datado de 1196 por alguns.
As recompilações líricas medievais galego-portuguesas mais importantes são:
- Cancioneiro da Biblioteca Nacional (antigo Colocci-Brancuti)
- Cancioneiro da Vaticana
- Cancioneiro da Ajuda (anteriormente conhecido como Cancioneiro do Colégio dos Nobres).
- Cantigas de Santa Maria, de Afonso X de Castela

### Fragmentação

Mapa cronológico mostrando o desenvolvimento das línguas do sudoeste da Europa entre as quais o galego-português.

O galego-português, comum à Galiza e a Portugal, teve séculos de existência intermitente como língua nativa de uma comunidade linguística do noroeste peninsular, mas as derrotas que os nobres galegos sofreram no final do século XIV e princípios do século XV provocaram a assimilação da nobreza galega e a dominação castelhana, levando ao desaparecimento público, oficial, literário e religioso do galego como língua de cultura até o final do século XIX. São os chamados "Séculos Escuros". O português, por seu lado, desenvolveu-se livremente na sua deriva própria, pelo facto de Portugal ter sido o único território peninsular que ficou fora do domínio político do Reino de Leão e Castela e do domínio linguístico do castelhano.

#### Controvérsia
Galego-português é um termo envolvido numa controvérsia, na qual participam os círculos académicos oficiais galegos e os grupos reintegracionistas galegos, que designam aos primeiros como isolacionistas. Os reintegracionistas defendem a existência, ainda na atualidade, de uma única língua românica que na Península Ibérica recebe os nomes de galego ou português. [carece de fontes?]

## Tradição oral na cultura galego-portuguesa
O património cultural imaterial galego-português está presente nas tradições orais populares e é hoje um património em perigo de extinção, o que levou à sua candidatura conjunta pelos governos de Portugal e de Espanha à "Masterpiece of Oral and Intangible Heritage of Humanity" em 2005.
O folclore galego-português é rico em tradições orais; estas incluem as "cantigas ao desafio" ou "regueifas", mitos e lendas, cantigas, ditados e lengalengas, além dos falares que retêm uma semelhança ao nível morfológico e sintáctico, no léxico e na fonética. A tradição oral está ligada a diversas actividades tradicionais que se transmitem oralmente, como as celebrações das festas populares tais como o entrudo, o magusto, as festas da coca, o São João, as festas marítimas, romarias, música e danças populares. Nos ofícios, como as actividades piscatórias, a agricultura e o artesanato, além de serem actividades que são transmitidas de geração em geração de forma verbal, cada actividade usa de um vocabulário específico. Também nos costumes, nos falares, nos bailes, nos rituais, na medicina tradicional e na farmacêutica popular, nas artes culinárias, nas superstições e crendices, existe todo um conhecimento que é transmitido oralmente,de geração em geração.